# 渡辺広士
渡辺 広士（わたなべ ひろし、1929年9月5日 - ）は、日本の文芸評論家、フランス文学者、翻訳家。

## 来歴
広島県生まれ。東京大学仏文科卒業。1965年「三島由紀夫と大江健三郎」で群像新人文学賞受賞、雑誌『審美』に参加。1968年法政大学助教授、のち教授を2000年まで務めた。
ロートレアモンなどを研究、翻訳し、戦後文学を論じた。

## 著書
- 『野間宏論』（審美社、戦後作家論叢書） 1969
- 『文学の問い』（筑摩書房） 1971
- 『カフカ 途方もない闘い』（審美社） 1971
- 『危機の文学』（筑摩書房） 1972
- 『現代への旅』（審美社） 1972
- 『「豊饒の海」論』（審美文庫） 1972
- 『大江健三郎』（審美文庫） 1973
- 『小林秀雄と滝口修造』（審美文庫） 1976
- 『安部公房』（審美文庫） 1976
- 『終末伝説』（新潮社） 1978.11
- 『シャルル・ボードレール 近代の寓意』（小沢書店） 1986.4
- 『島崎藤村を読み直す』（創樹社） 1994.6

## 共編著
- 『新しい批評』（森川達也共編、審美社、70年代へのアンソロジー） 1971
- 『野間宏研究』（筑摩書房） 1976

## 翻訳
- 『ロートレアモン詩集』（思潮社） 1968
- 『ロートレアモン全集』（思潮社） 1969
- 『ロートレアモン論』（訳編、竹内書店） 1970
- 『レオナルド・ダ・ヴィンチの方法』（ポール・ヴァレリー、審美文庫） 1972
- 『批評の構造』（ピエール・デクス、上田欽一郎共訳、審美社） 1972
- 『人間と死』（エドガー・モラン、審美文庫） 1974
- 『冒頭の一句または小説の誕生』（ルイ・アラゴン、新潮社） 1975
- 『精神の大試煉』（アンリ・ミショー、審美社） 1976